# Politiek delinquent
Een politiek delinquent is iemand die een politiek misdrijf (een misdrijf tegen de staat of staatsinrichting) heeft gepleegd. In Nederland worden personen die tijdens de Tweede Wereldoorlog steun aan de Duitse bezetter verleenden en personen die veroordeeld zijn in de bijzondere rechtspleging aangeduid als politiek delinquent.

## Nederland
Een politiek delinquent in Nederland is een persoon die tijdens de Tweede Wereldoorlog steun aan de Duitse bezetter verleende. Het betreft specifiek personen die zich schuldig gemaakt hebben aan overtreding van artikel 1 van het Tribunaalbesluit of die een strafbaar feit uit het Besluit Buitengewoon Strafrecht hebben gepleegd. Zij werden in de bijzondere rechtspleging berecht. Het Besluit politieke delinquenten 1945 voorzag in de mogelijkheid tot vervolging en inhechtenisneming.
Op grond van het Tribunaalbesluit konden 'bijzondere maatregelen' genomen worden tegen volwassen Nederlanders die tijdens de oorlog ofwel op eenige wijze hulp of steun hebben verleend aan de vijand, ofwel lid waren van de Nationaal Socialistische Beweging (NSB), ofwel voordeel hebben getrokken uit de bezetting, ofwel geen gevolg hebben gegeven aan besluiten van het Londens kabinet, en daarmee bewust in strijd met de belangen van het Nederlandse volk hebben gehandeld of afbreuk hebben gedaan aan het verzet tegen den vijand. Deze bijzondere maatregelen bestonden uit internering, ontzetting uit bepaalde rechten en verbeurdverklaring van een gedeelte of het algehele vermogen.
Het Besluit Buitengewoon Strafrecht bevatte strafbaarstelling van enkele commune misdrijven en militaire misdrijven die verband hielden met de oorlog en de bezetting. Daarnaast kende het besluit enkele bijzondere delicten, zoals het verraadartikel die straf stelde op het blootstellen van een ander aan de opsporing en vervolging door of vanwege de vijand. Ook werd in 1947 de mogelijkheid ingevoerd om (met name Duitse functionarissen) te vervolgen voor oorlogsmisdrijven en misdrijven tegen de menselijkheid. Sommige delicten waren toen zij gepleegd werden nog niet strafbaar gesteld, het Besluit voorzag hierom in de afschaffing van het legaliteitsbeginsel. Daarnaast voorzag het Besluit ook in hogere straffen voor (commune) misdrijven en werd ook de doodstraf weer tijdelijk ingevoerd.